# 黄牛蹄乡
黄牛蹄乡，是中华人民共和国山西省长治市潞城区下辖的一个乡镇级行政单位。

## 行政区划
黄牛蹄乡下辖以下地区：
黄牛蹄村、王家庄村、南桃村、李庄村、秦家庄村、下黄村、上黄村、青口村、土脚村、潦河头村、辛安村和潦河村。